# Konvice z Brna-Maloměřic
Konvice z Brna-Maloměřic je nejzajímavějším a nejdůležitějším nálezem z keltského pohřebiště v Brně-Maloměřicích.

## Nález a rekonstrukce
Soubor byl vyzvednut náhodnými nálezci 3. května 1941, ještě před zahájením výzkumu pohřebiště; nedlouho poté jej získalo Moravské zemské muzeum do svých sbírek a vzápětí publikoval tehdejší ředitel muzea, německý archeolog Karl Hucke, který v publikaci zveřejnil i kresebnou rekonstrukci původní podoby nádoby, na níž byly jednotlivé součásti aplikovány. Tato rekonstrukce však měla řadu zjevných nedostatků, proto se o ni postupně, s větším či menším úspěchem, pokoušela řada badatelů (v jednom případě byl dokonce soubor rekonstruován jako kování koňského jha). Poslední rekonstrukce (nádoba na nožce, s rourkovitou výlevkou, uchem a pokličkou, o výšce 398 mm, s pokličkou 498 mm), kterou provedli brněnští archeologové Jiří Meduna a Ivan Peškař především podle zakřivení jednotlivých dílů a s využitím různých dalších dostupných informací, analogií a technik, se pravděpodobně nejvíce blíží originálu.

## Obsah souboru
Soubor sestává z 16 kusů z litého bronzu, většinou prolamovaných, a z 13 drobných kusů z plechu s vytepávanou výzdobou; komplex doplňuje 38 bronzových hřebíčků, kterými byly aplikace připevněny na dřevěném podkladu. Zatímco vytepávané součásti jsou archaičtějšího rázu – jejich ornamentace je provedena ještě v halštatském duchu, prolamované kusy z bronzu litého na ztracený vosk jsou vypracovány ve stylu typicky laténském, s použitím prvků zoomorfních, antropomorfních i rostlinných, tedy tří elementů, reprezentujících tři formy života; jednotlivé motivy a symboly přecházejí jeden do druhého, vytvářejíce nové obrazce.
Na jednotlivých dílech garnitury se setkáváme s řadou vyobrazení, které náležejí k základním prvkům keltského umění. Výraznou součástí garnitury je držadlo pokličky v podobě stočeného gryfa hadího těla s hlavou plameňáka a se stylizovanou hlavou jiného ptáka na opačné straně kruhu. Rourkovitou výlevku konvice obepíná velké prolamované kování, spojující motivy antropomorfní, zoomorfní i rostlinné, s dvojitou zvířecí maskou – s podobou patrně kozorožce, jehož rohy obepínají výlevku a na opačné straně vybíhají ve stylizovanou hlavu dalšího rohatého zvířete. Nožku konvice, oddělenou od těla masivním prstencem, zdobí tři palmetovitá kování a jedno kování se dvěma protilehlými lidskými maskami. Nejnápadnější jsou dvě velká prolamovaná kování na obou stranách výdutě nádoby, která – stejně jako kování výlevky a malé protáhlé kování pod uchem konvice – mají funkci obruče, držící pohromadě nádobu sesazenou dohromady z několika dílů vysoustružených ze dřeva. Tato prolamovaná kování jsou tvořena propletenými těly stylizovaných draků s ptačími hlavami a velkýma lidskýma očima. Podle hypotézy archeologa Václava Kruty, specialisty na dobu laténskou a keltské umění, a italské astronomky Sylvie Cernuti lze rozmístění očí v síti tvořené dračími těly identifikovat se souhvězdími oblohy viditelné v zeměpisné šířce Brna kolem roku 280 př. n. l., a to na jedné straně nádoby s hvězdami Letního trojúhelníka na letní obloze a na straně protilehlé se souhvězdím Býka na obloze zimní, malé protáhlé kování umístěné pod uchem nádoby pak se souhvězdím Blíženců.

## Význam nálezu
Konvice z Brna-Maloměřic náleží k nejkrásnějším ukázkám keltského uměleckého řemesla. Fascinuje dokonalým řemeslným provedením náročného záměru umělce – vznosný tvar konvice, který je inspirován poměrně častými vázami na nožce (několik bylo nalezeno přímo na maloměřickém pohřebišti), je doplněn efektní soupravou originálně koncipovaných a složitě vypracovaných bronzových kování, která mění svůj výraz podle dopadajícího světla a úhlu pohledu. Ještě větší význam však má poselství symbolů, ve výzdobě obsažených: lidské masky, stylizované podoby bájných zvířat či motiv otevřených očí opakující se především na uzlových bodech sítě tvořené dračími těly a symbolizující hvězdnou oblohu (hvězdy – „oči noci“). To vše – dokonalost a náročnost provedení, přítomnost motivů s hlubokou symbolikou, uložení uprostřed pohřebiště i určité vydělení od ostatních hrobů napovídá, že šlo o mimořádně významný předmět, který nepochybně hrál důležitou roli při (nám bohužel neznámých) obřadech či mystériích. Podle Krutova názoru snad není nereálné se domnívat, že i dřevo, z něhož nádoba byla vyrobena, mohlo být - podobně jako bronzové aplikace - obdařeno symbolickým významem, resp. že mohlo pocházet z nějakého posvátného stromu. Význam nálezu v rámci pohřebiště umocňuje i skutečnost, že byl uložen zhruba uprostřed areálu pohřebiště a v bezprostřední blízkosti se nenacházely žádné další hroby. To vede k závěru, že místo uložení bylo patrně nějakým způsobem označeno, zvýrazněno či ohrazeno – snad mohylou, oplocením či jiným způsobem; ten však se nepodařilo zjistit. Je otázka, má-li nějaký význam skutečnost, že většina hrobů okolo místa nálezu konvice je mužských, ne však bojovnických (navíc je třeba mít stále na paměti, že bohužel pracujeme s torzem původního stavu).
Konvici z Brna-Maloměřic lze bezesporu označit za jedno z nejvýznamnějších mistrovských děl keltského umění. Jak svým vnějším provedením, tak i vnitřním symbolickým významem v sobě nese hluboký náboj keltského duchovního světa, jehož bylo umění efektním a především nepostradatelným výrazem.

## Uložení, prezentace
Celý nález je uložen ve sbírkách Moravského zemského muzea v Brně. Originál předmětu je pro svou unikátnost a zranitelnost (prolamované části jsou velmi křehké) vystavován jen výjimečně a v archeologické expozici Moravského zemského muzea je prezentována jeho dokonalá kopie včetně trojrozměrné rekonstrukce nádoby. Soubor však bývá ozdobou prestižních celoevropských i světových výstav o Keltech, např. v roce 1991 v Benátkách (zde bylo kování výlevky použito na plakátu a obálce katalogu výstavy), v roce 1993 v Rosenheimu, v roce 1998 v Tokiu, 2001 v Ávile, v roce 2009 v Bernu aj. Čeští zájemci měli možnost originál souboru zhlédnout v Národním muzeu v Praze na výstavě "Poklady Moravy" v době od září 2010 do 7. července 2011, kdy bylo Národní muzeum uzavřeno.